# Schallautzergraben
Der Schallautzergraben, auch Schallautzer Graben, ist ein Bach im 13. Wiener Gemeindebezirk Hietzing. Er ist ein Zubringer des Grünauer Bachs.

## Verlauf

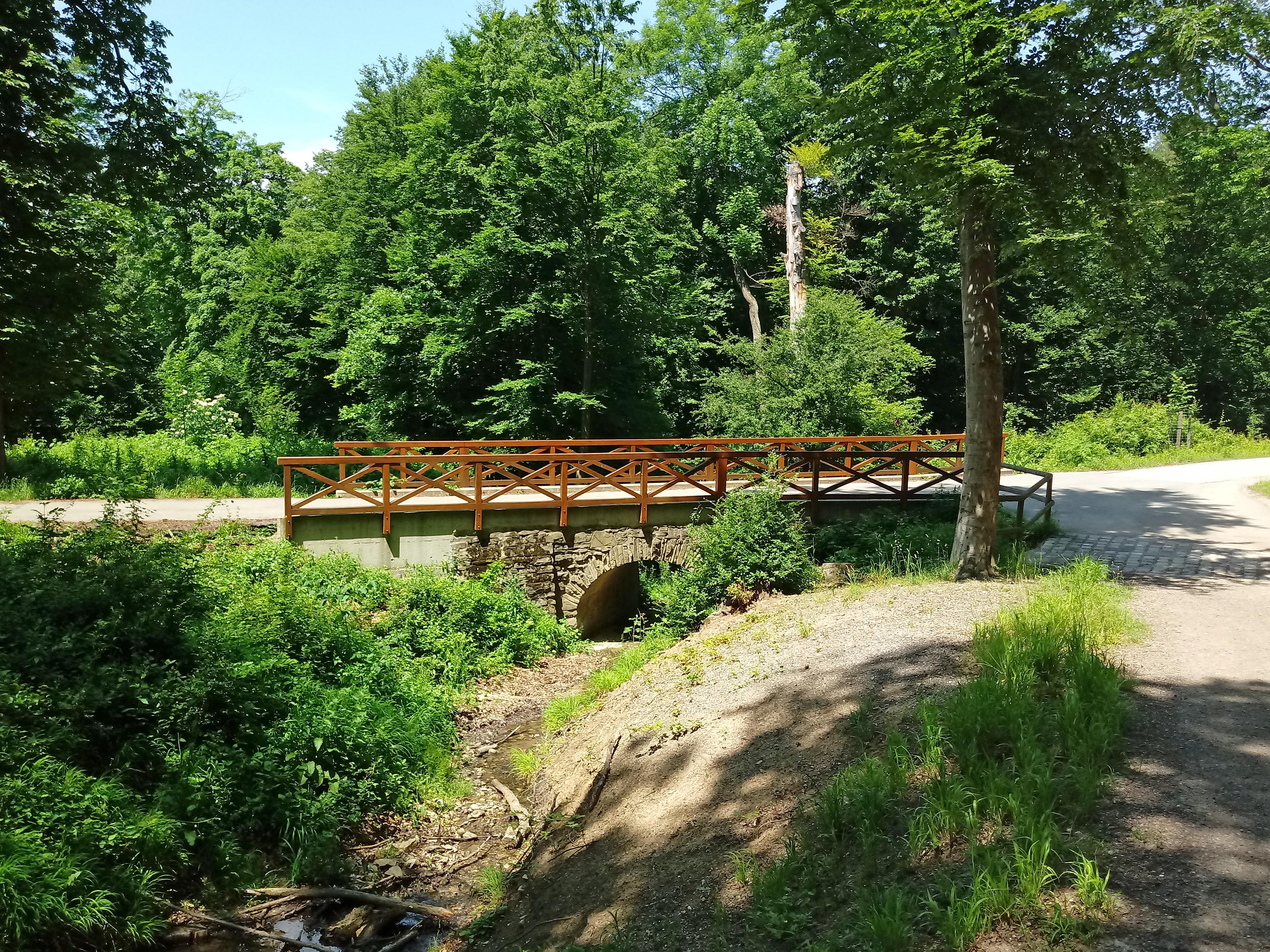
Schallautzerbrücke über den Schallautzergraben

Der Schallautzergraben hat eine Länge von 1275 m bei einer Höhendifferenz von 144 m. Sein Einzugsgebiet ist 0,6 km² groß. Der Bach verläuft durch das Naturschutzgebiet Lainzer Tiergarten. Er entspringt wie der Veitlissengraben südlich des Hagenbergs und fließt von dort aus Richtung Nordwesten. Er unterquert die Schallautzerbrücke der Stegtorstraße, eine 7 m langen und 4 m breite Straßenbrücke aus Stein. Der Schallautzergraben mündet unterhalb des Grünauer Teiches rechtsseitig in den Grünauer Bach.

## Geschichte
Hermes Schallautzer (1503–1561) war Wiener Bürgermeister und Festungsbaumeister. Der Name Schallautzergraben verweist darauf, dass er hier Besitz hatte.
Die Schallautzerbrücke wurde 1940 erbaut.